# APD
Az Auditív Feldolgozási Zavar (APD) (korábban Központi Auditív Feldolgozási Zavar) egy agyi rendellenesség mely a hangfeldolgozást akadályozza. A betegség nem észlelési károsodás; az APD-től szenvedőknek teljesen normális hallása van. Az APD egy gyűjtőnév amely több a hangok agybéli feldolgozását érintő betegségre utal.

## Definíció
Az American Speech-Language Hearing Association (ASHA) 2005 januárjában jelentette meg végleges formájában az első tanulmányát a Hallás Feldolgozási Zavarokról egy szintén általuk publikált 1996-os cikket és angol kollégáik kutatásait kiegészítendő.
Az APD lehet születési rendellenesség, de későbbi károsodás is okozhatja (mint például fülfertőzés vagy fejsérülés) ami arra utal hogy a hang feldolgozásával vannak problémák a központi idegrendszerben. Elképzelhető, hogy nehézségek lépnek fel a "hang lokalizálásával és lateralizálásával, az auditív ítélőképességgel, az auditív sémák felismerésével, és az agy halántéktáji hallással kapcsolatos funkcióival, úgy mint a harmonizálás, megkülönböztetés, rendezés és elnyomás (a fül ideiglenes, milliszekundumban mérhető süketsége, amit egy hirtelen zajforrás okoz, és mi alatt az illető más hangokat nem hall); teljesítményromlás több egyidejű auditív inger jelenléténél (például dichotikus hallásteszt) és rossz minőségű auditív jel" esetében szintén lehetséges. (Central Auditory Processing Disorders, Technical Report, 2005. január).
Bár a betegség forrása idegrendszeri, inkább mint észlelési (füllel kapcsolatos rendellenességek), az APD-t néha súlyosbítják egyéb működési zavarok, úgy mint a belsőfülé ami a legtöbb esetben független, de egyidőben fennálló állapot. Ebből következőleg a páciens rendellenességét egy neurológus vagy egy audiológus értheti meg a legjobban, de egy fül-orr-gégésszel való konzultáció is hasznos lehet, ha biztosan ki akarunk zárni bármilyen fülbetegséget. Egy neuropszichológus szakvéleményét is kikérhetjük, mert a hallási problémáknak pszichiátriai vagy pszichológiai oka is lehet.
Az APD többféleképpen nyilvánulhat meg, de a hangok forrásának megállapítása, a beszédhangok megkülönböztetése és az ezekből való értelmes szavak alkotása és a hasonló hangzású szavak megkülönböztetése (rém - kém/kicsoda - micsoda) mind olyan képességek, melyek jellegzetesen hiányosak. Sok esetben az APD-től szenvedők számára úgy tűnhet, hogy kevesebb szó hangzott el, mint valójában, mivel a szavak közötti szüneteket van, hogy nem érzékelik, és ilyenkor az illetőnek az az érzése, hogy ismeretlen vagy értelmetlen szavakat használva beszélnek hozzájuk. Esetenként az is előfordul, hogy az APD-s felfogta milyen szavak hangzottak el, de jelentésükre nem jön rá. Nagy háttérzaj esetében (például rádió, tv, hangos bár) a beszéd megértése nehéz, de ez személyenként eltérő és attól is függ, hogy milyen súlyos az auditív feldolgozási zavar. A telefon használata is problematikus lehet, mivel annak hangminősége sokszor rossz, és a visszhangok sem mindig elkerülhetőek. A legtöbb APD-s a saját tudta nélkül különféle vizuális stratégiákat fejleszt ki kompenzálásképp. Ilyen a száj és a testbeszéd olvasása és a folyamatos szemkontaktus, ami azt is megmagyarázza, hogy miért nehezebb a kommunikáció telefonon keresztül, ahol az ilyen típusú segédlet ritka.

## Viselkedésbeli megnyilvánulás
Az APD egyes szimptómái más rendellenességeknél is megfigyelhetők, úgy mint az agykárosodás, figyelemzavar, diszlexia, hallássérülés és egyes pszichológiai eredetű viselkedési rendellenességek. Mivel sok APD-s nem teljes mértékben fogja fel vagy jegyzi meg, mi hangzott el, felnőttek esetében az állapot kapcsolatbéli problémákhoz vezethet. Sok APD-s beszéde is árulkodó jel lehet, mivel hajlamosak a krónikus szóismétlésre.